# Børsen (Gebäude)

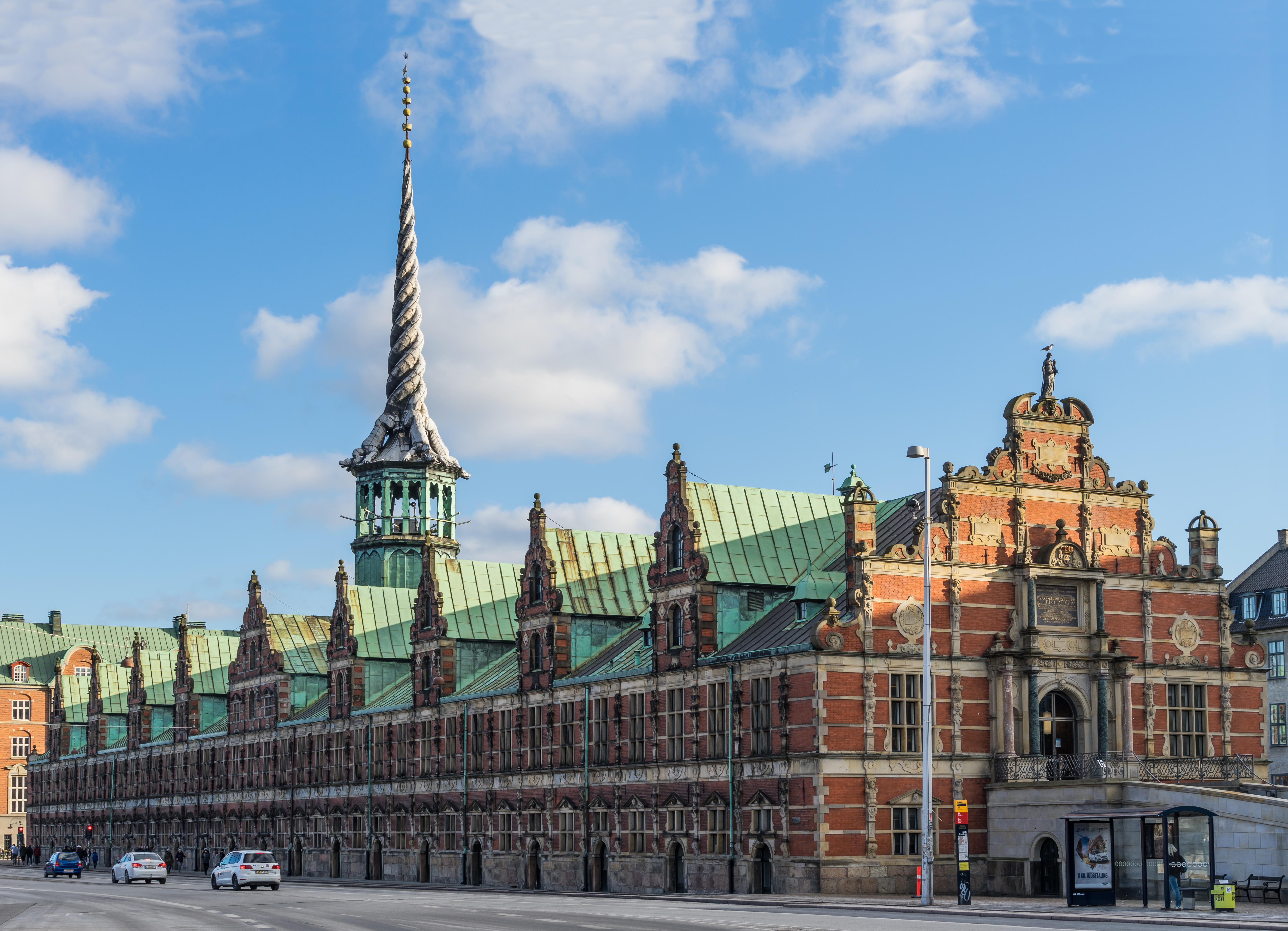
Børsen (2016)

Die Børsen ist die ehemalige Börse in der Innenstadt der dänischen Hauptstadt Kopenhagen. Das Gebäude mit seinem charakteristischen Turmhelm in Form von vier ineinander verschlungenen Drachen gilt als eines der Wahrzeichen der Stadt. Es ist eines der ältesten Gebäude Kopenhagens und stammt aus dem frühen 17. Jahrhundert. Am 16. April 2024 kam es zu einem Brand, durch den das Gebäude einschließlich des Turmes schwer beschädigt und zur Hälfte zerstört wurde. Am 26. September 2024 legte König Frederik X. den Grundstein für die Rekonstruktion der Börse.  

## Geschichte

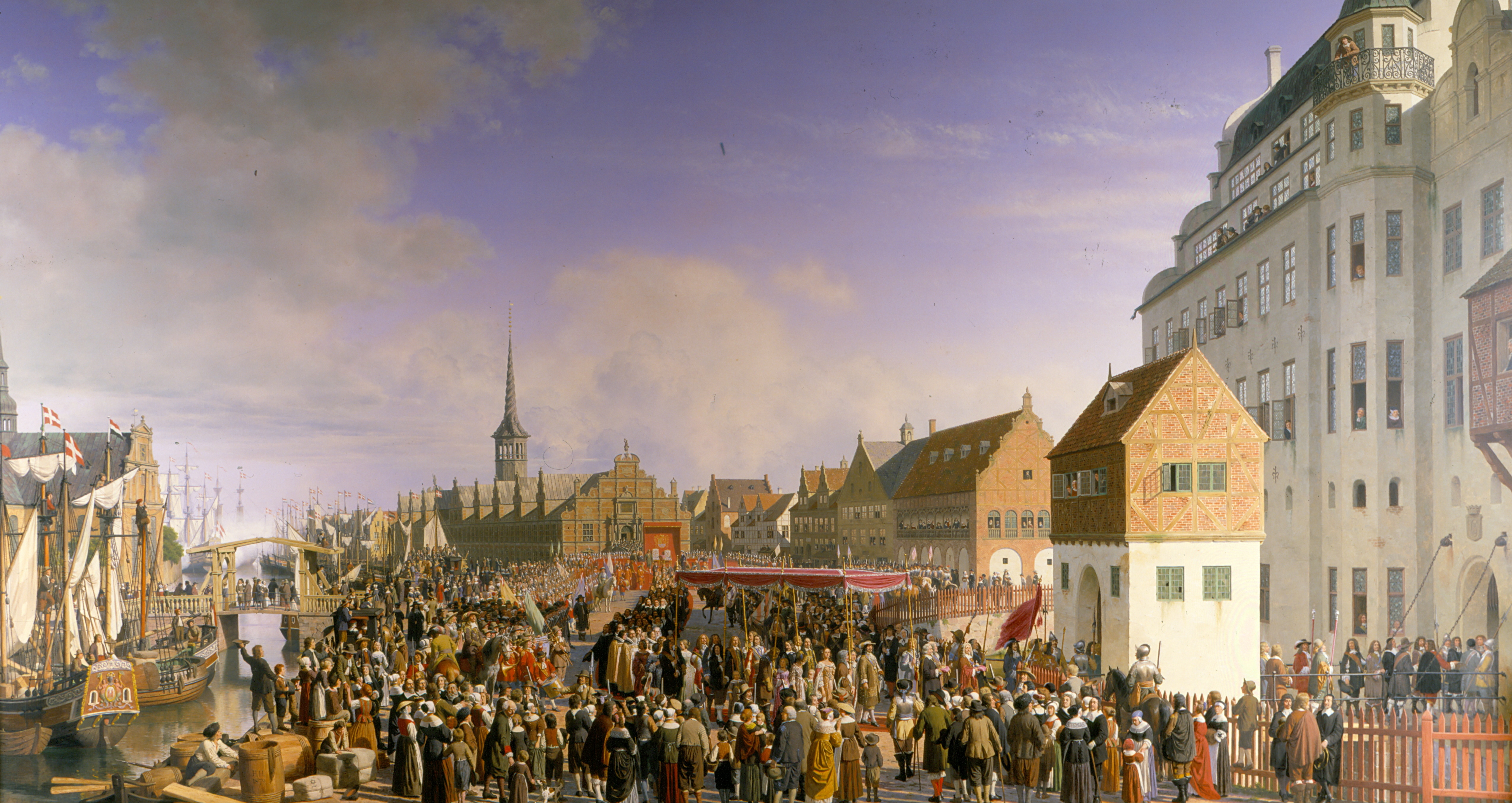
Gemälde Arvehyldningen des Malers Heinrich Hansen (1880)

Im Auftrag von König Christian IV. wurde das Gebäude zwischen 1619 und 1640 im Stil der Niederländischen Renaissance errichtet. Als Architekten waren Laurens und Hans van Steenwinckel der Jüngere tätig. Das Gebäude war an seinen Giebeln und Erkern reichlich verziert und erstreckte sich über eine Länge von 127 Metern. Christian IV war mit dem Resultat der Bauarbeiten der Börse nicht zufrieden, für ihn sah die Börse eher aus wie ein Lagerhaus, so gab er 1623 eine Ausschmückung der Daches in Auftrag. Ein 56 Meter hoher Dachreiter (Dragespiret) von Ludwig Heidritter stellte vier ineinander verschlungene Drachenschwänze dar und symbolisierte die engen Beziehungen zwischen Dänemark, Norwegen und Schweden. 1777 wurde der Dachreiter durch eine Kopie ersetzt.
Errichtet auf der östlichen Spitze der Insel Slotsholmen lag es am Slotsholmskanalen gegenüber der Holmens Kirke und der Dänischen Nationalbank.
Ursprünglich diente die Børsen bis ins 19. Jahrhundert als Warenbörse. 1857 wurde das Haus im Zuge des Verkaufs an einen Zusammenschluss von Großhändlern als erstes Gebäude Dänemarks unter Denkmalschutz gestellt.
Am 11. Februar 1918 wurde das Gebäude von Arbeitslosen gestürmt und geplündert.
Bis 1974 wurden in dem Gebäude die Geschäfte der Kopenhagener Fondsbörse (Københavns Fondsbørs) getätigt. Später wurde sie als Bürogebäude genutzt.
Das Gebäude war wegen seines kulturhistorischen Werts denkmalgeschützt und im Besitz der dänischen Handelskammer Dansk Erhverv.
Bis zum Brand 2024 hatte das Börsengebäude unter anderem die Stadtbrände Kopenhagens 1728 und 1795, das Bombardement Kopenhagens im Jahr 1807 sowie die Brandzerstörungen des nahegelegenen Schlosses Christiansborg in den Jahren 1794 und 1884 überstanden. Dem Dachreiter wurde dabei vom Volksglauben eine schützende Wirkung zugeschrieben.

## Brand 2024

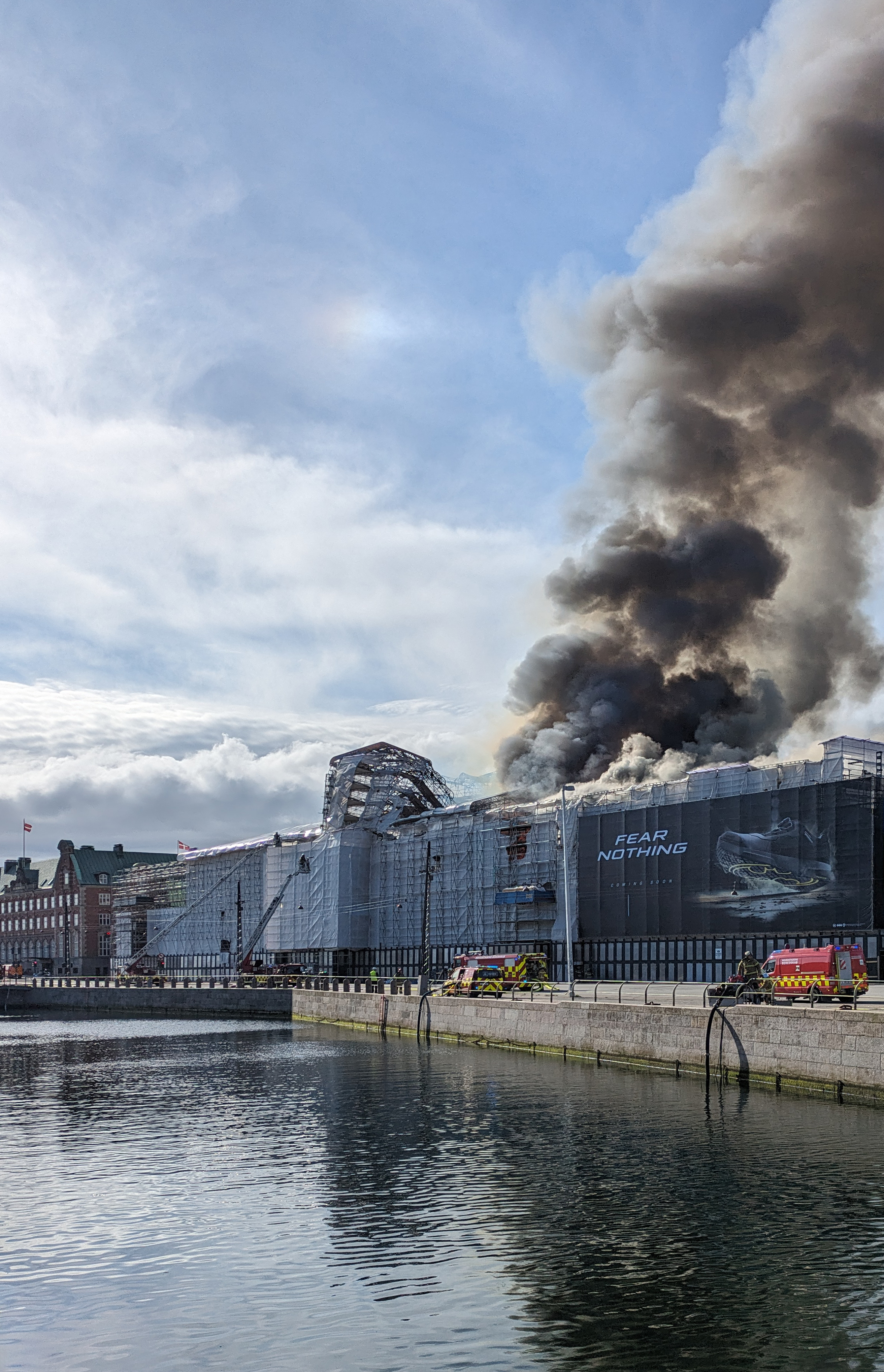
Der Bereich um Børsen am Tag des Brandes

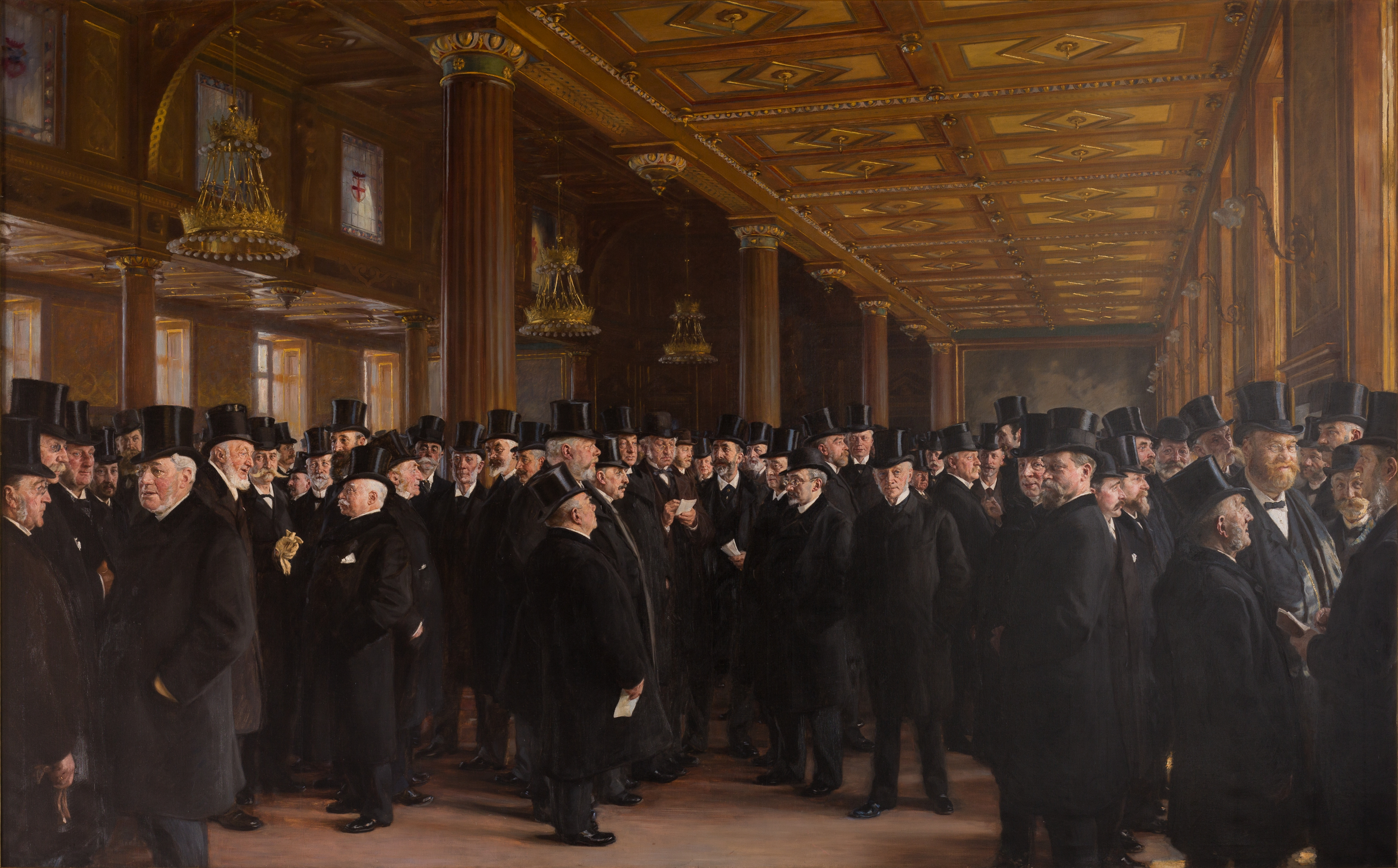
P. S. Krøyer: Fra Københavns Børs (1895). Das monumentale Gemälde (254 × 409 cm) konnte vor dem Brand gerettet werden.

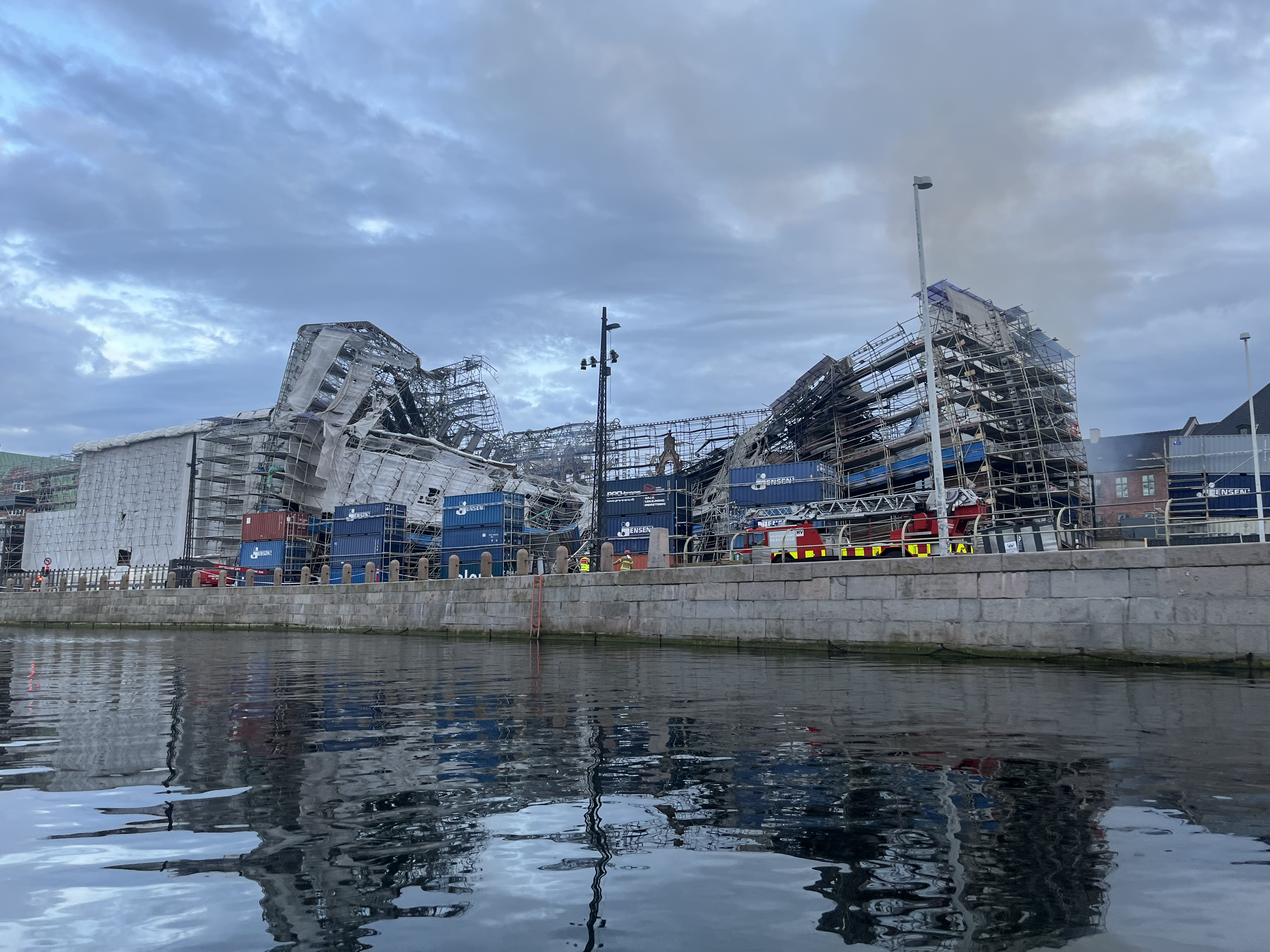
Das Gebäude zwei Tage nach dem Brand vom 16. April 2024

Ab Anfang 2024 wurde die Børsen restauriert, um Schäden aus einer früheren Renovierung zu beheben und die Fassade in ihren ursprünglichen Zustand zurückzuführen, unterstützt von der A.P. Møller Stiftung. Am Morgen des 16. April 2024 brach ein Feuer aus, das das Gebäude stark beschädigte. Der charakteristische spiralförmige Dachreiter des Gebäudes stürzte ein.
Alle Personen konnten das Gebäude rechtzeitig verlassen. Wertvolle Kunstgegenstände konnten noch gerettet werden; dabei riskierten Passanten ihr Leben. Gemeinsam mit Polizei, Rettungskräften und Angehörigen des Königlichen Leibgarderegimentes halfen sie bei der Bergung von Gemälden und anderen Gegenständen aus dem Gebäude, darunter das Monumentalbild Fra Københavns Børs des Skagen-Malers P. S. Krøyer aus dem Jahr 1895, das wichtige Börsenpersönlichkeiten der damaligen Zeit zeigt. Es war ein charakteristisches Merkmal des denkmalgeschützten Gebäudes und befand sich im historischen Börsensaal.
Am Nachmittag des 16. April konnte der Brand unter Kontrolle gebracht werden. Nach Angaben der Feuerwehr ist etwa die Hälfte des Gebäudes zerstört. Die Fassade wurde von außen mittels am Baugerüst befestigten, beschwerten Containern stabilisiert, dennoch stürzte sie am 18. April auf der Kanalseite ein.
Der dänische König Frederik X. sprach von einem großen Unglück für die Geschichte und Kultur seines Landes. Der Direktor der Handelskammer als Eigentümerin des Gebäudes, Brian Mikkelsen, kündigte sofort an, die Børsen wiederaufbauen zu wollen. Am 26. September 2024 legte Frederik X. den Grundstein für die originalgetreue Rekonstruktion der beschädigten Börse.